# Ringina
Ringina antarctica, és una espècie d'aranya araneomorfa de la subfamília Erigoninae, dins de la família Linyphiidae. És l'únic membre del gènere monotípic Ringina.
És endèmic de les Illes Crozet a les Terres Australs i Antàrtiques Franceses.
És sinònim dels gèneres  Drapetisca antarctica Hickman, 1939 i  Ringina crozetensis Tambs-Lyche, 1954 .
Fou descrit per primera vegada per H. Tambs-Lyche l'any 1954,